# Bains-les-Bains
Bains-les-Bains war eine französische Gemeinde mit zuletzt 1204 Einwohnern (Stand 1. Januar 2013) im Département Vosges der Region Grand Est (bis 2015 Lothringen). Sie war Sitz des Kommunalverbandes Val de Vôge. Bains-les-Bains ist heute ein Teil der Gemeinde La Vôge-les-Bains.

## Geografie
Der Kurort Bains-les-Bains liegt etwa 30 Kilometer südwestlich von Épinal in der Vôge an der Südwestflanke der Vogesen. Durch den Ort fließt der Bagnerot, ein Nebenfluss des Côney, der die westliche Gemeindegrenze bildete.
Zur ehemaligen Gemeinde Bains-les-Bains gehören die Ortsteile La Fontaine aux Bois, La Manufacture, La Rappe, Le Chesnois, Le Pré Verdot, Le Raval und Les Fontenelles.
Nachbargemeinden von Bains-les-Bains waren Les Voivres im Norden, La Chapelle-aux-Bois im Nordosten, Le Clerjus im Südosten, Trémonzey im Süden, Fontenoy-le-Château im Westen sowie Hautmougey im Nordwesten.

## Geschichte
Die Thermalquellen wurden schon von den Römern genutzt. Ursprünglich hieß der Ort Balneum, später Bains-en-Vosges.
Seit dem 13. Jahrhundert stand der Ort unter dem Einfluss der Abtei Remiremont. Über die Folgezeit ist wenig bekannt, aber 1498 gab es eine Brandkatastrophe, 1571 eine Überschwemmung und 1682 ein Erdbeben.
Herzog Leopold von Lothringen (1679–1729) ließ die Badeanlagen wieder aufbauen und erließ eine Badeordnung zur Benutzung der Bäder gegen mäßiges Entgelt. Diese Entwicklung setzte sich unter Herzog Stanislaus fort, und so ist es bis heute: ständige Verbesserungen und Veränderungen passen den Badeort an die Bedürfnisse der Kurgäste an. Ab 1928 spezialisierte man sich auf die Behandlung von Herz- und Kreislaufkrankheiten. Seit 1987 werden auch rheumatische Krankheiten behandelt.
Die Gemeinde Bains-les-Bains wurde am 1. Januar 2017 mit Harsault und Hautmougey zur neuen Gemeinde La Vôge-les-Bains zusammengeschlossen.

### Bevölkerungsentwicklung
| Jahr      | 1962 | 1968 | 1975 | 1982 | 1990 | 1999 | 2007 | 2014 |
| Einwohner | 1537 | 1547 | 1548 | 1527 | 1466 | 1415 | 1339 | 1225 |

## Sehenswürdigkeiten

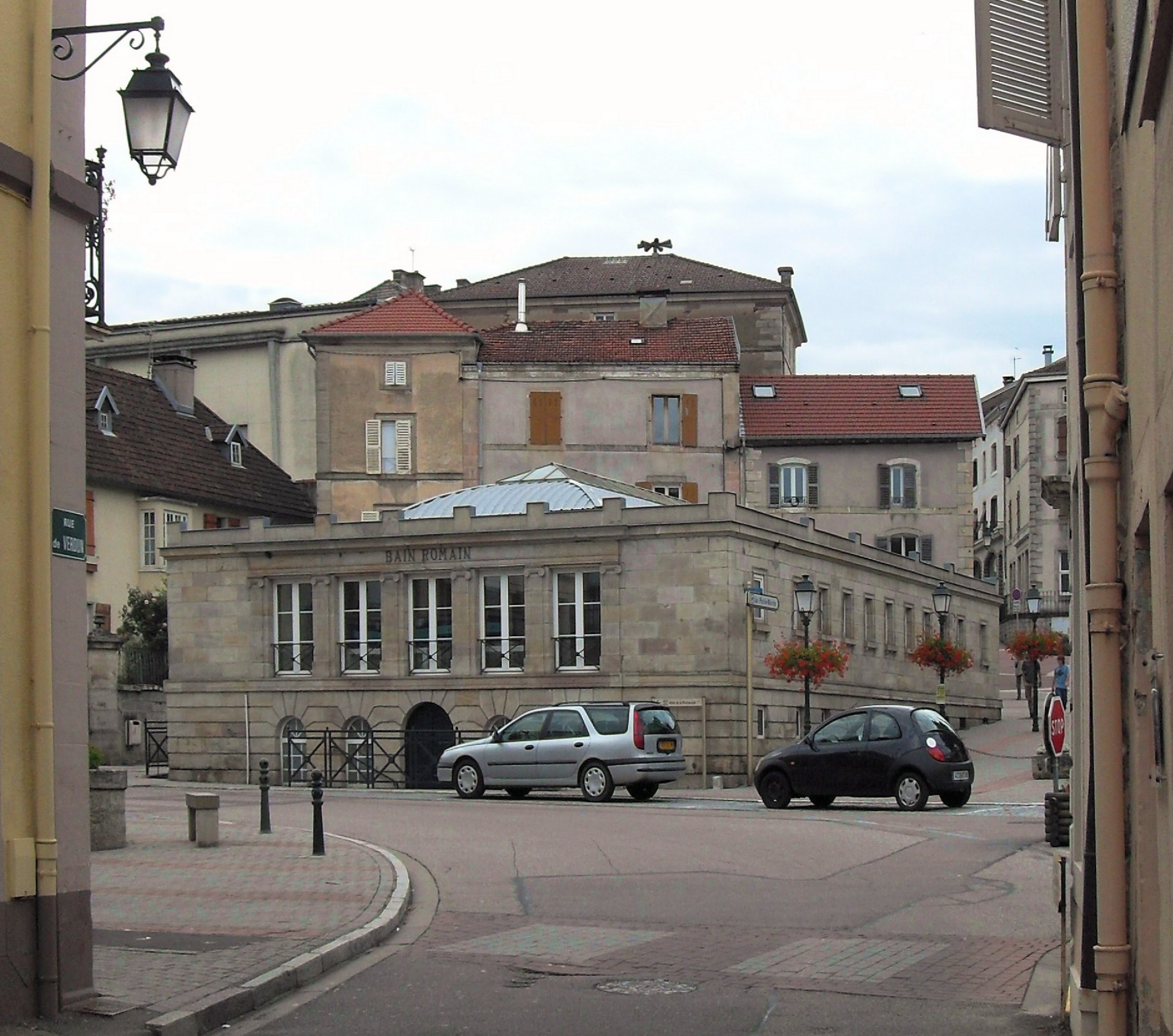
Römisches Bad
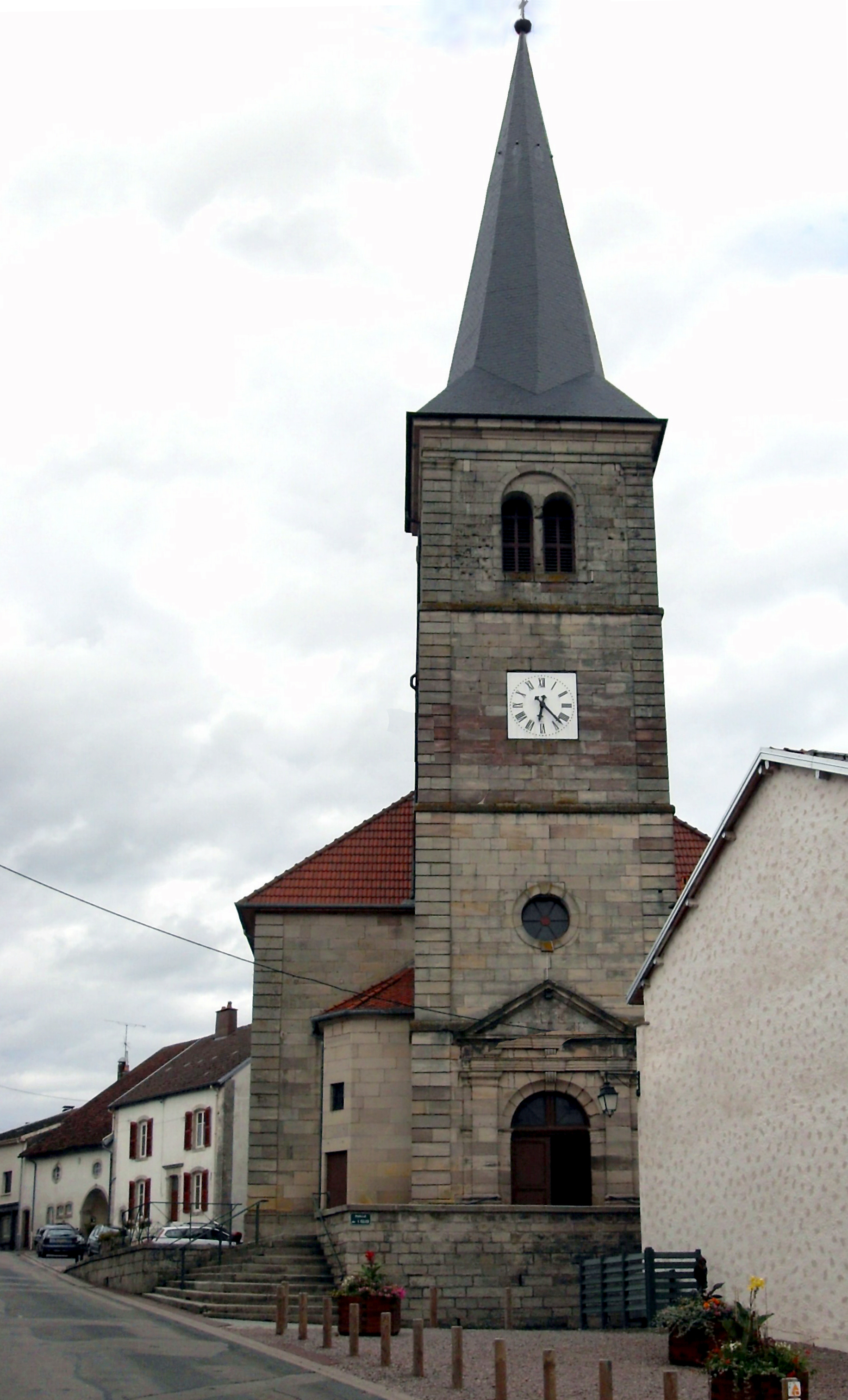
Kirche Saint-Colomban
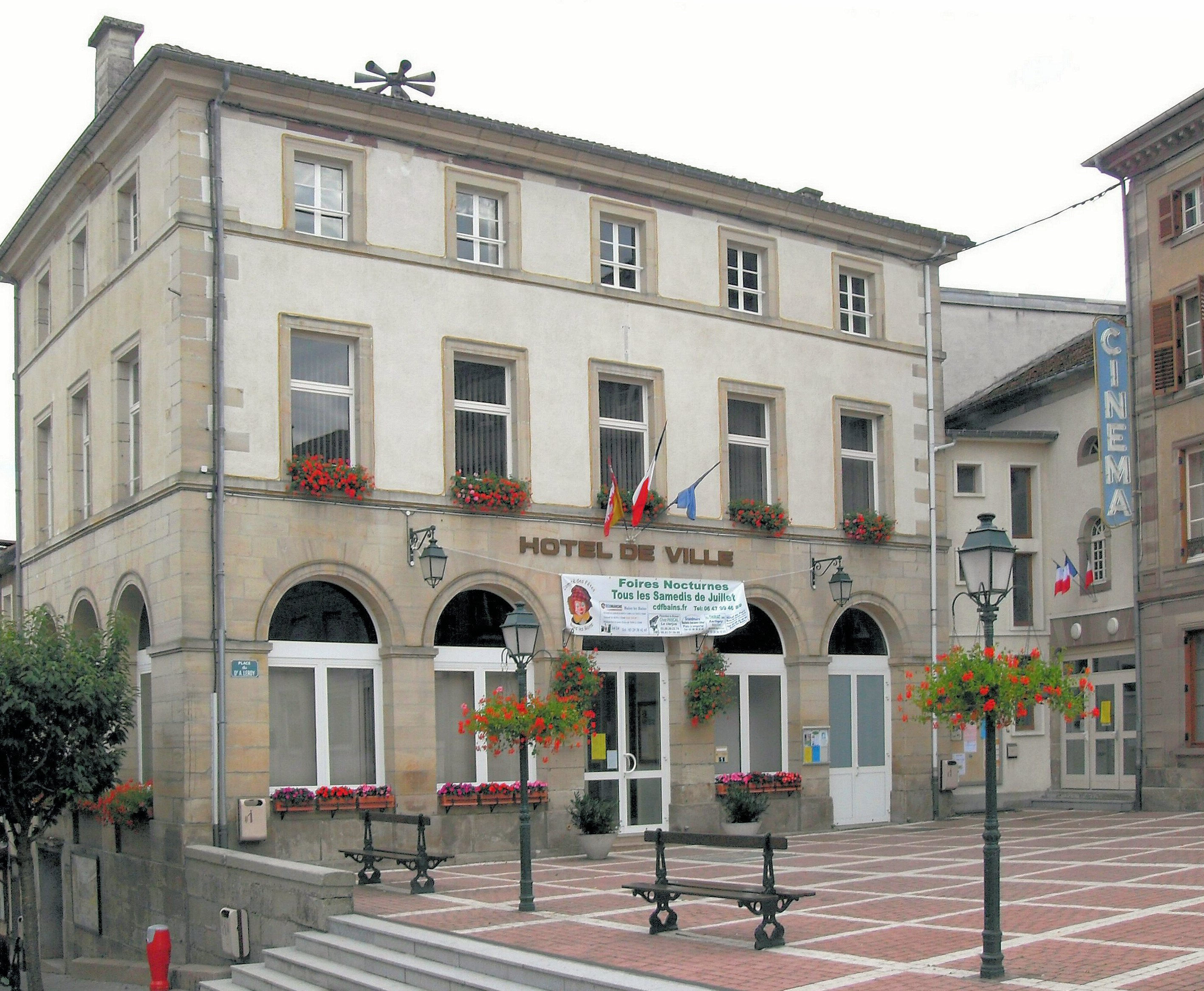
Rathaus in Bains-les-Bains
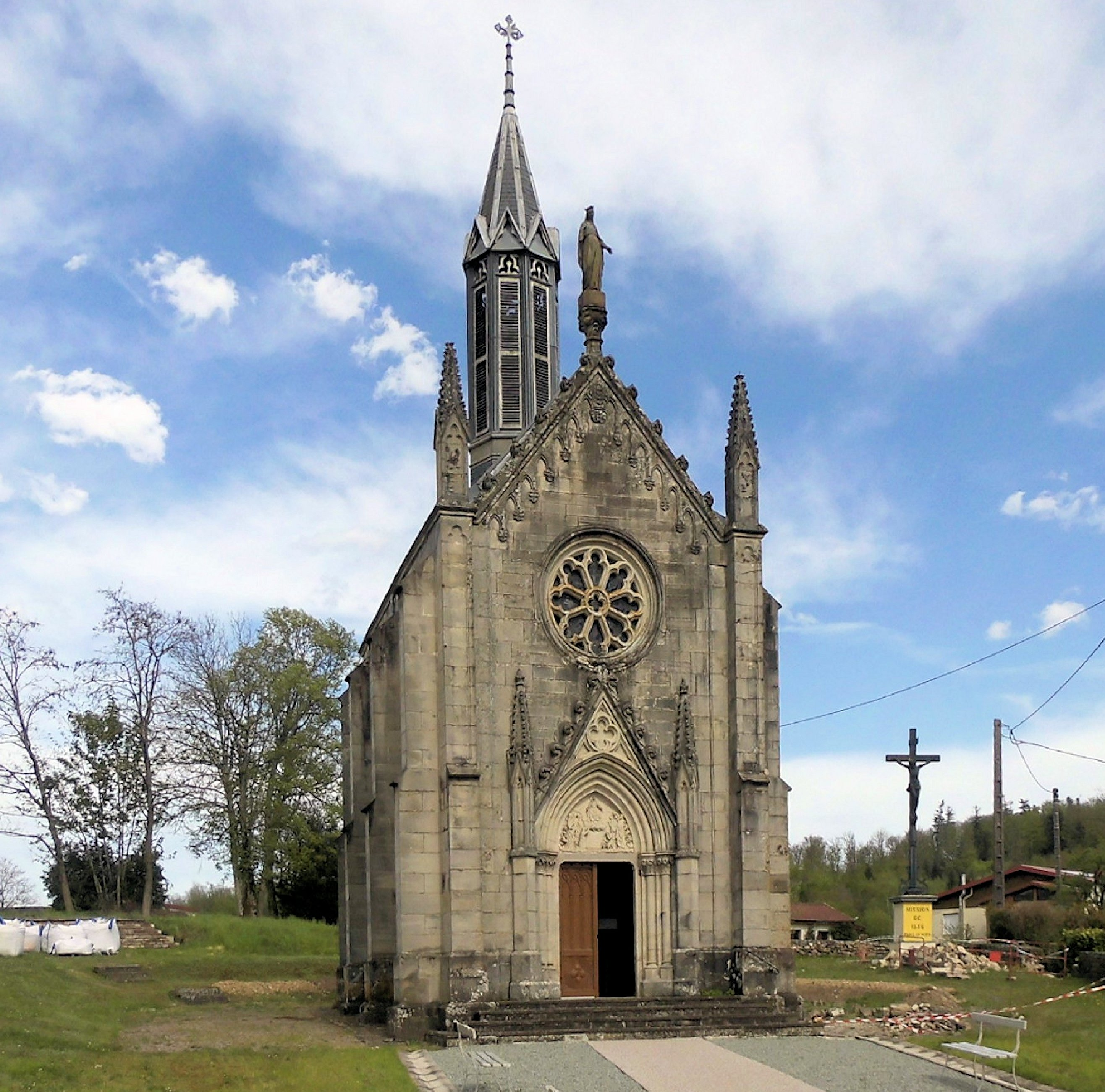
Neugotische Kapelle Notre-Dame de la Brosse (1861)

## Partnerschaft
Seit 1975 besteht eine Partnerschaft mit der Stadt Bonndorf im Schwarzwald (Baden-Württemberg).
Bains-les-Bains präsentiert sich mit den Kurorten Contrexéville, Plombières-les-Bains und Vittel als „Bäderviereck“ in den Vogesen.

## Verkehrsanbindung
Der Bahnhof von Bains-les-Bains an der Bahnstrecke Belfort – Nancy liegt etwa vier Kilometer südöstlich des Kurortes. Im Ort kreuzen sich die Départementsstraßen D 434 und D 164.

## Persönlichkeiten
- Julie-Victoire Daubié (1824–1874), Journalistin und Frauenrechtlerin

## Belege
1. ↑  Kapelle auf petit-patrimoine.com